# Karjaan lukio
Karjaan lukio är det enda finskspråkiga gymnasiet i Raseborgs stad. Skolan är belägen nära Karis järnvägsstation. Skolans nuvarande rektor är Sanna Laitila.  Gymnasiet har ungefär 150 studerande.